# 小斑下口鯰
小斑下口鯰，為輻鰭魚綱鯰形目甲鯰科的其中一種，為熱帶淡水魚，分布於南美洲蘇利南河中上游流域，體長可達18.5公分，棲息在底層水域，生活習性不明。

## 扩展阅读
維基物種上的相關：小斑下口鯰